# Sergei Wsewolodowitsch Belawenez
Sergei Wsewolodowitsch Belawenez (russisch Сергей Всеволодович Белавенец, wiss. Transliteration Sergej Vsevolodovič Belavenec; * 18. Juli 1910 in Smolensk; † 7. März 1942 nahe Staraja Russa) war ein sowjetischer Schachmeister und -theoretiker.

## Leben
Belawenez wurde in seiner Kindheit in Weißrussland von seinem Onkel, dem Meister Konstantin Wygodtschikow (1892–1942), im Schach trainiert. Bereits als 15-Jähriger nahm er an der Meisterschaft Weißrusslands teil und schlug anlässlich des Internationalen Turniers in Moskau 1925 Exweltmeister Emanuel Lasker und Richard Réti in Simultanpartien. 1930 begann er in Moskau ein Ingenieurstudium und zog in die Hauptstadt, wo er bald erfolgreich zahlreiche Turniere bestritt.
Bei der Moskauer Meisterschaft 1932 wurde er geteilter 1.-3., ebenso 1937, im Jahr 1938 teilte er Platz eins und zwei. 1934 gewann er die in Moskau ausgetragene Meisterschaft der RSFSR und qualifizierte sich für die UdSSR-Meisterschaft, an der er insgesamt drei Mal teilnahm: Sein dritter Platz im Jahr 1939 (in Leningrad) stellte seinen größten sportlichen Erfolg dar. Belawenez nahm außerdem an den internationalen Turnieren in Moskau 1937 (unter Beteiligung von Reuben Fine) und Leningrad-Moskau 1939 teil.
Während des Zweiten Weltkriegs kämpfte er in der Roten Armee. Er fiel nahe Staraja Russa, wo er eine Granatwerfereinheit kommandierte.
Belawenez galt als einer der hervorragendsten Theoretiker und Analytiker im sowjetischen Schach. Er veröffentlichte bis zu seinem Lebensende hunderte Analysen und Artikel zur Eröffnung und zum Endspiel in der sowjetischen Fachpresse.
Seine Tochter Ljudmila Belawenez (1940-2021) war im Nahschach Internationale Meisterin der Frauen, im Fernschach trug sie die Titel Internationaler Meister (International Correspondence Chess Master) sowie Großmeisterin der Frauen (Lady International Correspondence Chess Grand Master) und gewann die 4. Weltmeisterschaft der Frauen (1992 bis 1998).